# Tharapita
Tharapita (także: Tharpita, Tarapitha, Tharaphita) – jeden z głównych bogów mitologii estońskiej, zbliżony znaczeniem do fińskiego Ukko lub germańskiego Thora.
Tharpita prawdopodobnie był bóstwem naczelnym Ozylii (Saremy). Według kronikarza Henryka Łotysza i jego Kroniki miał przydomek "wielkiego boga" (łac. magnus deus Osiliensium). Towarzyszyły mu mniej ważne bóstwa. Według estońskiego historyka Christiana Eduarda Pabsta nazwa osobowa Tharaphita jest zlatynizowaną formą rzeczownikową powstałą od wezwania jakie mieszkańcy Saremy zanosili do swego boga o nazwie Tara. Wezwanie to miało brzmienie: Tar, abita! lub Tar, avita! (pol. Tar, pomóż!), lub też Tar, abitaja albo Tar, awitaja (pol. Tar, wspomożyciel). Od Tharapithy oczekiwano pomocy i opieki nad ludem, zwłaszcza w trudnych sytuacjach. Sanktuaria bóstwa zostały zniszczone przez niemieckich Kawalerów mieczowych.